# Polar Bears
Polar Bears is een Nederlandse zwem- en waterpoloclub uit Ede. Polar Bears heeft meer dan 400 leden en is aangesloten bij de KNZB. De vereniging heeft onder andere een synchroonzwem- en waterpolo-afdeling. Binnen de gemeente Ede is Polar Bears de grootste en oudste zwemvereniging. Met name het constante, hoge niveau dat binnen het waterpolo wordt bereikt is kenmerkend voor de club. De waterpoloafdeling kent vele Nederlandse Kampioenschappen tevens leverde de vereniging internationals voor het Nederlands waterpoloteam.

## Geschiedenis
Door middel van haar naam wil Polar Bears de herinnering aan "The Polar Bear Division" (49th (West Riding) Infantry Division) levend houden. Dit is de legereenheid die bestond uit Engelsen, Polen en Canadezen die Ede in april 1945 bevrijdde van de Duitse bezetter.
Polar Bears heeft drie zwembaden als onderkomen gehad. Van 1947 tot 1973 was dat het befaamde ENKA-bad aan de Zuider Parallelweg, nu Dr. Hartogweg, vlak bij station Ede-Wageningen. In 1973 ging een langgekoesterde wens in vervulling met de opening van het overdekte zwembad De Peppel in het Peppelensteeggebied. In 2000 verkaste de club naar het nieuwgebouwde Aqua Indoor, dat inmiddels ook weer De Peppel heet. In 2010 maakte de zwemclub bekend dat ze een 'eigen' zwembad wil realiseren in de nieuwe ENKA wijk. Zo zou de club weer op haar oorspronkelijke plek terecht komen.

## Erelijst
Heren:
- Nederlands kampioenschap waterpolo Heren: 8

1989-1990, 1990-1991, 1991-1992, 1994-1995, 1995-1996, 2004-2005, 2005-2006, 2006-2007
- KNZB beker: 5

1991-1992, 2003-2004, 2005-2006, 2012-2013, 2015-2016
- KNZB Beker 2 (ManMeer!-Cup): 2

2009-2010, 2014-2015
Het herenteam won 2 maal "de dubbel" (zowel het landskampioenschap als de KNZB beker):in 1991-1992 en 2005-2006.
Dames:
- Nederlands kampioenschap waterpolo Dames: 7

2001-2002, 2003-2004, 2006-2007, 2008-2009, 2009-2010, 2017-2018, 2020-2021, 2021-2022
- KNZB beker: 5

2001-2002, 2002-2003, 2003-2004, 2008-2009, 2018-2019
Het damesteam won drie maal "de dubbel" in: 2001-2002, 2003-2004 en 2008-2009.

## Bekende (oud-)leden
- Laura Aarts
- Maarten van den Bent
- Evangelos Doudesis
- Biurakn Hakhverdian
- Marieke van den Ham
- Bas de Jong
- Joanne Koenders
- Simone van de Kraats
- Hans Nieuwenburg
- Marloes Nijhuis
- Carla Quint
- John Scherrenburg
- Nienke Vermeer
- Wyco de Vries
- Iris Wolves